# 英雄機関
『英雄機関』（えいゆうきかん）は、原作：蔡河ケイ・作画：高橋アキラによる日本の漫画。ウェブコミック配信サイト『少年ジャンプ+』（集英社）にて、2024年9月15日から日曜更新で連載中。4週に1回、休載を挟む。

## あらすじ
機鎧乗りを目指すレオニダス・タイラーが活躍を見せる中、鎧メーカーの下請け工場で働く父親のリュウ・タイラーは冴えない日々を送っていた。そんな中リュウは機鎧乗りを軍に送り込んでいる英雄機関から呼び出しを受けて、宇宙軍兵士にならないかとスカウトされる。

## 登場人物
レオニダス・タイラー
機鎧乗りを目指している。父の死について探るためにその8年後にイーストポイント士官学校生徒となる。
リュウ・タイラー
故人。レオニダスの父親。鎧メーカーの下請け工場で働いていたが英雄機関から呼び出しを受けて、宇宙軍兵士になる。そして巨大星獣との戦いで死亡。

## 用語解説
英雄機関
機鎧に乗る宇宙兵士を軍に送り込んでいる組織。
星獣
宇宙にいる未知なる巨大生物。様々な動物の形をしている
機鎧（アイギス）
宇宙開拓団を星獣から守るために作られた兵器。

## 書誌情報
- 蔡河ケイ（著）・高橋アキラ（漫画）『英雄機関』 集英社〈ジャンプ・コミックス〉、既刊3巻（2025年6月4日現在）
  1. 2025年2月4日発売[3][4]、ISBN 978-4-08-884445-9
  2. 2025年3月4日発売[5]、ISBN 978-4-08-884448-0
  3. 2025年6月4日発売[6]、ISBN 978-4-08-884605-7